# Milena Dragišić
Milena Dragišić - hrvatska novinarka 
Dugogodišnja je članica Hrvatskog zbora sportskih novinara i Međunarodne udruge konjičkih novinara (International Alliance of Equestrian Journalists). Piše za Sportske novosti, Jutarnji list, Agroglas i Gospodarski list. Izvještavala je s olimpijskih igara u Ateni (2004) i Sydneyu (2000).
Svoje novinarsko pero nadopunjuje i fotografijom. Početkom prosinca 2004. godine u Novinarskom domu u Zagrebu upriličila je veliku izložbu svojih fotografija snimljenih na OI u Ateni (kasnije prenesenu u Bizovačke toplice). Izložba je bila podijeljena na četiri područja: dresuru, preponaštvo, eventing (svestranu upotrebljivost konja) i ljubav.
Izvor:
- Gorana Korać: "Već u djetinjstvu sam uz osječki hipodrom uživala u plemenitim konjima!", "Osječki dom", VI, 663, 15 - Osijek, 1-2. III. 2005.